# 细齿方胸蛛
细齿方胸蛛（学名：Thiania subopressa）为跳蛛科方胸蛛属的动物。分布于越南、台灣以及中国大陆的湖南、福建、广东等地。该物种的模式产地在越南。